# Pascal Lahmani
Pascal Lahmani est un réalisateur de télévision et un producteur de cinéma français.

## Filmographie

### Réalisateur
- 1994 : C'est cool (série télévisée)
- 2002 : De la Tête aux Pieds (court métrage)
- 2003 : Monsieur Bourrel (court métrage)
- 2004 : Une fille d'enfer (série télévisée)
- 2005-2009 : Vénus et Apollon (série télévisée)
- 2006 : Terre Promise (court métrage)
- 2009 : L'Internat (série télévisée)
- 2010 : Profilage (épisodes 7, 8 et 9 saison 2)
- 2011 : Dans la peau d'une grande (téléfilm)
- 2012 : Clash (série télévisée)
- 2013 : La Croisière (série télévisée)
- 2015 : Le Family Show (téléfilm)
- 2017 - 2021 : Candice Renoir (éps 7 et 8 saison 5; éps 3, 4 et 5 saison 6; éps 1, 2, 3, 4, 5 et 6 saison 7; éps 1, 2, 3, 7 et 8 saison 8 ; éps 1, 2, 3, 4 et 5 saison 9 ; éps  1 et 2 saison 10)
- 2022 : Poulets grillés (téléfilm)
- 2023 : Candice Renoir "Chacun dirige l'eau vers son moulin" (épisode spécial)
- 2023 : Cate B (court métrage)
- 2024 : Residency (court métrage)

### Producteur
- 1997 : Dakan de Mohamed Camara
- 1998 : L'Arrière pays de Jacques Nolot
- 2010 : La Tête ailleurs de Frédéric Pelle
- 2015 : Le Chant du merle de Frédéric Pelle